# Polygala subtilis
Polygala subtilis är en jungfrulinsväxtart som beskrevs av Carl Sigismund Kunth. Polygala subtilis ingår i släktet jungfrulinssläktet, och familjen jungfrulinsväxter. Inga underarter finns listade i Catalogue of Life.